# Asnières-en-Bessin
Asnières-en-Bessin là một xã ở tỉnh Calvados, thuộc vùng Normandie ở tây bắc nước Pháp.